# Verchiano

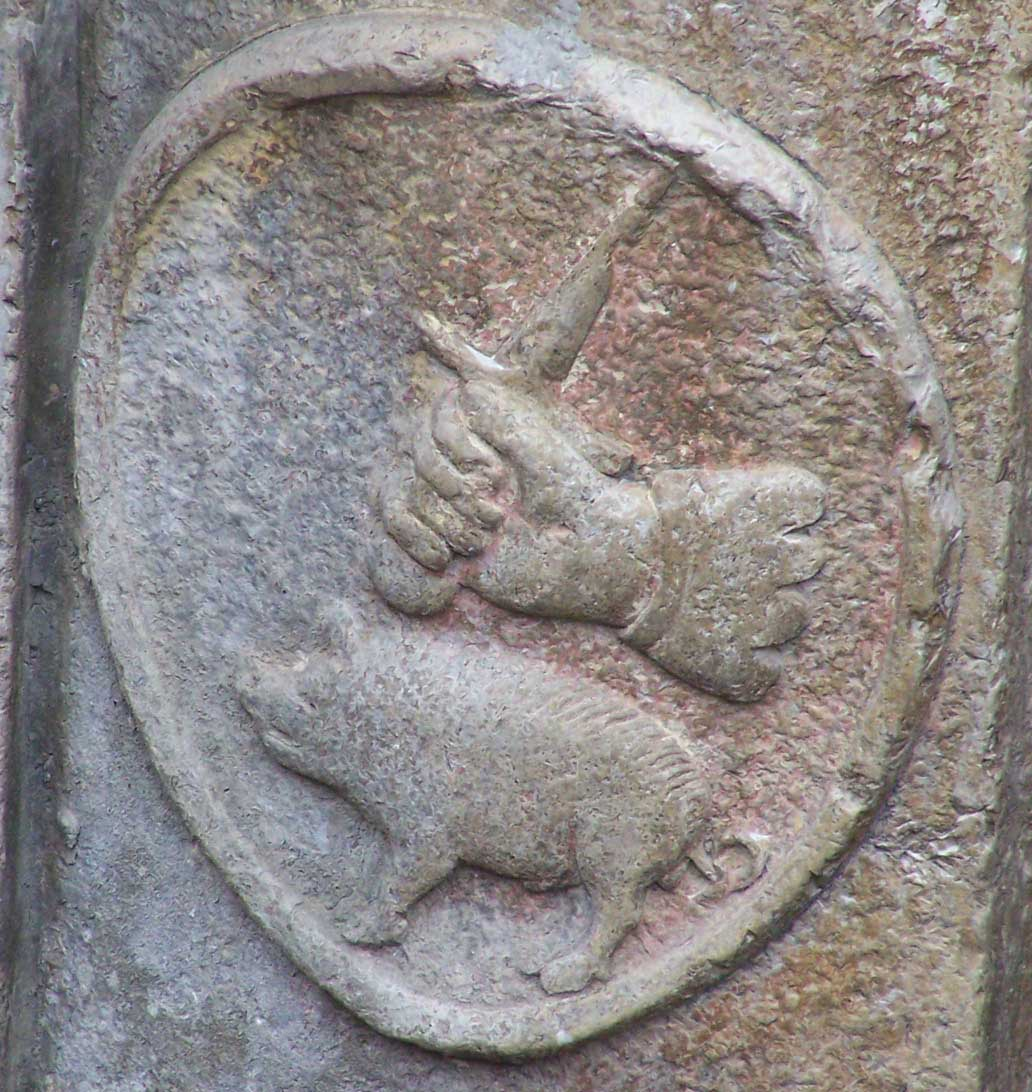

Verchiano is een plaats (frazione) in de Italiaanse gemeente Foligno.